# دامناب (غويجة بل)
دامناب (بالفارسية: دامناب) هي منطقة سكنية تقع في إيران في قسم غويجة بل الریفي. يقدر عدد سكانها بـ 161 نسمة .